# Charles Saatchi

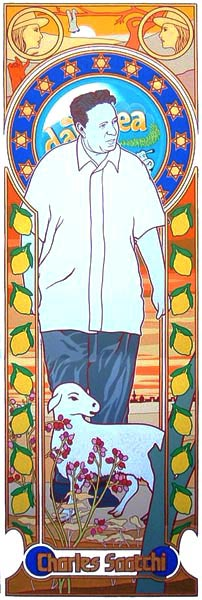
Charles Saatchi

Charles Saatchi (Bagdad, 9 juni 1943) is een Brits zakenman en kunstverzamelaar, bekend van zijn beeldende kunstverzameling en galerij Saatchi Gallery.
Charles Saatchi is samen met zijn broer Maurice de oprichter van het reclamebureau "Saatchi & Saatchi". Het bedrijf groeide uit tot 's werelds marktleider tot zij zelf in 1995 uit hun eigen bedrijf werden verdreven. In datzelfde jaar vormden de beide broers een nieuwe firma genaamd "M&C Saatchi", waarbij zij veel van hun vroeger cliënteel meenamen. Het nieuwe bureau overklaste vlug het vorige en snel kwamen zij in de Britse top tien.
Charles Saatchi is ook wereldwijd bekend als kunstverzamelaar. In 1985 kwam hij naar buiten met zijn kunstverzameling door de werken permanent te etaleren in de Saatchi Gallery in Londen. Ook is hij bekend door zijn steun aan de kunstenaarsgroep Young British Artists met onder anderen Damien Hirst en Tracey Emin. Verder stuurde hij de carrière van de Britse kunstschilder Peter Doig in een gunstige richting door in 2000 systematisch werk van hem aan te kopen tegen gemiddeld 250.000 dollar. Vlak daarna bestelde het New Yorkse MoMA een werk van Peter Doig, waarna de prijs steeg tot 650.000 dollar.
Saatchi was van 1973 tot 1990 gehuwd met Doris Lockhart Dibley, en van 1990 tot 2001 met Kay Hartenstein. In september 2003 trad hij in het huwelijk met auteur en televisiekok Nigella Lawson. Het paar scheidde in 2013, nadat Saatchi zijn echtgenote in een restaurant bij haar keel had gegrepen.